# آمبالااومبی
آمبالااومبی (به لاتین: Ambalaomby) یک منطقهٔ مسکونی در ماداگاسکار است که در آلائوترا-مانگورو واقع شده‌است. آمبالااومبی ۴٬۷۸۳ نفر جمعیت دارد.